# Shannon Rugby Football Club
Lo Shannon Rugby Football Club è un club irlandese di rugby a 15 avente sede a Limerick, nella provincia di Munster.

È stato fondato il 18 febbraio 1884.

Durante la stagione 2013-2014 disputerà la Division 1B del campionato irlandese.

## Palmarès
- All-Ireland League: 9
1994-95, 1995-96, 1996-97, 1997-98, 2001-02, 2003-04, 2004-05, 2005-06, 2008-09
- All-Ireland Cup: 1
2007-08.
- Munster Senior League: 7
1913-14, 1919-20, 1924–25, 1939–40, 1953-54, 1961–62, 1995-96
- Munster Senior Cup: 19
1959-60, 1976-77, 1977-78, 1981-82, 1985-86, 1986-87, 1919-88, 1990-91, 1991-92, 1995-96
1997-98, 1999-00, 2000–01, 2001-02, 2002-03, 2003-04, 2004-05, 2005-06, 2007-08.